# لب‌کورپ
لب‌کورپ (انگلیسی: LabCorp) شرکت مراقبت سلامت آمریکایی است، که در سال ۱۹۷۸ تأسیس شد.